# チョン・ウソン
チョン・ウソン（朝: 정우성、1973年3月20日 - ）は、韓国の俳優。アーティストカンパニー所属。

## 来歴
- 1994年、映画『KUMIHO/千年愛』のオーディションに合格し、俳優としてデビュー。
- 1996年、キム・ヘス、リュ・シウォンと共演した正月特別ドラマ『コムタン』が、ヒューストン国際映画祭金賞 および ニューヨーク映画&テレビ・フェスティバル テレビドラマ部門特別賞を受賞。
- 1996年、ドラマ『アスファルトの男』に出演。その演技に対し、第32回百想芸術大賞新人演技賞を受賞。
- 1997年、映画『ビート』でアウトローな主人公「高校生ミン」を演じ、注目を浴びる。その演技力を高く評価され、第17回映画評論家協会賞新人男優賞を受賞。
- 1999年、第20回青龍映画賞人気スター賞を受賞。
- 2000年、歌手グループgod（ジーオーディー）の『君が僕から去った後に』でミュージック・ビデオの監督を手掛ける。
- 2001年、第2回大韓民国映像大典 CFモデル部門フォトジェニック賞を受賞。
- 2001年、第22回青龍映画賞人気スター賞を受賞。
- 2002年、自身が監督を務めたミュージックビデオ『LOVE ♭（ラブフラット）』が、第1回ミザンセン短編映画祭オープニング作品として上映される。
- 2004年、日本のテレビドラマ『Pure Soul〜君が僕を忘れても〜』をリメイクした、映画『私の頭の中の消しゴム』に出演。
- 2006年9月、翌2007年に映画監督としてデビューすると発表。
- 2007年8月、日本の漫画『シティーハンター』の主演として、日本のドラマに出演することが発表されたが、その後進展はなかった。
- 2008年10月、LVHIFF（ルイ・ヴィトン・ハワイ国際映画祭）にて「演技功労賞」受賞。
- 2008年11月、第29回青龍映画賞人気スター賞を受賞。
- 2019年、第40回青龍映画賞主演男優賞を受賞（『無垢なる証人』）。
- 2024年、第33回釜日映画賞主演男優賞を受賞（『ソウルの春』）。

### 私生活
2024年11月22日、モデルのムン・ガビが極秘出産を公表。芸能メディア「ディスパッチ」が「ムン・ガビの子の父親はチョン・ウソンだ」と報じたのに対し、24日、チョン・ウソンの所属事務所側も報道内容を事実と認め、「子どもの養育方式について最善の方向に向かうよう話し合い中だ。父親として最善を尽くす」とコメントした。

## 出演作品

### 映画
- KUMIHO/千年愛（朝鮮語版）（1994年（1995年日本公開）、パク・ホンス監督）※共演コ・ソヨン
- ボーン・トゥ・キル（朝鮮語版）（1996年（日本では劇場未公開）、チャン・ヒョンス監督）
- 上海グランド（1996年（1998年日本公開）、香港、ツイ・ハーク監督）※共演：アンディ・ラウ、レスリー・チャン
- ビート（朝鮮語版）（1997年（日本では劇場未公開）、キム・ソンス監督）※共演：コ・ソヨン
- モーテル・カクタス（朝鮮語版）（1997年（1998年日本公開）、パク・キヨン監督）※共演：チン・ヒギョン
- 太陽はない（朝鮮語版）（1998年（日本では劇場未公開）、キム・ソンス監督）※共演：イ・ジョンジェ
- ユリョン（1999年（2001年日本公開）、ミン・ビョンチョン監督）
- ラブ 最愛の人（朝鮮語版）（1999年（日本では劇場未公開）、イ・ジャンス監督）※共演：コ・ソヨン
- MUSA -武士-（2001年（2003年日本公開）、韓国・中国、キム・ソンス監督）※共演：チャン・ツィイー、チュ・ジンモ、アン・ソンギ
- トンケの蒼い空（2003年（2005年日本公開）、カク・キョンテク監督）
- 私の頭の中の消しゴム（2004年（2005年日本公開）、イ・ジェハン監督）※共演：ソン・イェジン
- サッド・ムービー（2005年（2006年日本公開）、クォン・ジョングァン監督）
- デイジー（2005年（2006年日本公開）、アンドリュー・ラウ監督）※共演：チョン・ジヒョン
- レストレス 中天（朝鮮語版）（2006年、キム・ソンス監督）※共演：キム・テヒ
- グッド・バッド・ウィアード（2007年、キム・ジウン監督）※共演：イ・ビョンホン、ソン・ガンホ
- きみに微笑む雨（2009年、韓国・中国、ホ・ジノ監督）※共演：カオ・ユアンユアン
- レイン・オブ・アサシン（2010年（2011年日本公開）、中国・香港・台湾、ジョン・ウー、スー・チャオピン共同監督）※共演：ミシェル・ヨー
- 監視者たち（2013年（2014年日本公開）、チョ・ウィソク監督）※共演：ソル・ギョング、ハン・ヒョジュ、ジュノ（2PM）
- 愛のタリオ（朝鮮語版）（2014年、イム・ピルソン監督）※共演：イ・ソム、パク・ソヨン、キム・ヒウォン
- 神の一手（朝鮮語版）（2014年（2015年日本公開）チョ・ボムグ監督）※共演：イ・ボムス、アン・ソンギ
- 私を忘れないで（朝鮮語版）（2016年、イ・ユンジョン監督）※共演：キム・ハヌル
- アシュラ（2016年（2017年日本公開）、キム・ソンス監督） - 主演・ハン・ドギョン 役[4]
- ザ・キング（朝鮮語版）（2017年（2018年日本公開）、ハン・ジェリム監督）※共演：チョ・インソン、ペ・ソンウ
- 鋼鉄の雨（2017年） - オム・チョルウ役
- 人狼（2018年） - チャン・ジンテ役
- 無垢なる証人（2019年） - スノ役
- 藁にもすがる獣たち（2020年） - テヨン役
- スティール・レイン（2020年） - ハン・キョンジェ役
- ハント（2022年） - キム・ジョンド役
- ソウルの春（2023年） - イ・テシン（張泰玩がモデル）役

### テレビドラマ
- アスファルトの男（1995年、SBS）※共演：イ・ビョンホン、イ・ヨンエ
- 恋愛世代（1996年、MBC）※共演：シン・ヒョンジュン
- コムタン（1996年、SBS）※共演：キム・ヘス、リュ・シウォン
- アテナ-戦場の女神-（2010年、SBS）
- グッドライフ〜ありがとう、パパ。さよなら〜（2011年、関西テレビ）※共演：反町隆史
- パダムパダム -彼と彼女の心拍音-（朝鮮語版）（2011年、JTBC）
- 可愛いあなた（2011年、MBC）
- 熱血弁護士 パク・テヨン 〜飛べ、小川の竜〜（2021年） - パク・サムス役（第17話から第20話まで代替出演）
- 愛していると言ってくれ（2023-2024年、GENIE TV） -チャ・ジヌ役

### バラエティ
- 三食ご飯　山村編　ゲスト
- 全知的おせっかい視点（2019年）

## 監督作品

### 映画
- ザ・ガーディアン 守護者（2022年、兼脚本・主演） - スヒョク役

### ミュージック・ビデオ
- god「君が僕から去った後に」（2000年）
- god「LOVE ♭（ラブ・フラット）」（2002年）
  - 「ばか」「悲しい愛」「知らないでしょう」の3曲構成作品